# Speokokosia
Speokokosia is een geslacht van kevers uit de familie van de loopkevers (Carabidae). De wetenschappelijke naam van het geslacht is voor het eerst geldig gepubliceerd in 1932 door Alluaud.

## Soorten
Het geslacht Speokokosia is monotypisch en omvat slechts de volgende soort:
- Speokokosia corneti Alluaud, 1932